# 纳洛醇
纳洛醇（英语：Naloxol）是一种与纳洛酮密切相关的阿片拮抗剂。它以两种异构体形式存在：α-纳洛醇和β-纳洛醇。
α-纳洛醇是纳洛酮的人体代谢物。α-纳洛醇可以由纳洛酮通过还原酮基制备，β-纳洛醇可以由α-纳洛醇通过光延反应制备。
纳洛醇可以说是纳洛酮的羟吗啡酚类似物。